# Санта-Приска (Мексика)
См. также Санта-Приска
Церковь св. Присциллы (исп. Templo de Santa Prisca) — католический храм, возведенный в стиле мексиканского барокко в 1748-1758 гг. Архитекторами церкви были Кайетано де-Сигуэнса, Диего Дуран и Хуан Кабальеро. Храм расположен на главной площади города Таско-де-Аларкон (штат Герpеро). Храм был создан на средства серебряного магната Хосе де ла Борда. В XVIII веке это был самый высокий костел в Мексике. Первым настоятелем храма был Мануэль де ла Борда - сын Хосе. Церковь в плане имеет латинский крест и снабжена спаренными колокольнями. В качестве строительного материала использован розовый камень. Богато декорирован западный фасад здания с барельефом сцены Крещения Господнего. Над алтарем возвышается восьмиугольный купол. Внутри помещения расположены 9 украшенных золотом алтарей. Также интерьеры храма украшают картины художника Мигеля Кабрера